# Gniazdowo (gromada)
Gniazdowo – dawna gromada, czyli najmniejsza jednostka podziału terytorialnego Polskiej Rzeczypospolitej Ludowej w latach 1954–1972.
Gromady, z gromadzkimi radami narodowymi (GRN) jako organami władzy najniższego stopnia na wsi, funkcjonowały od reformy reorganizującej administrację wiejską przeprowadzonej jesienią 1954 do momentu ich zniesienia z dniem 1 stycznia 1973, tym samym wypierając organizację gminną w latach 1954–1972.
Gromadę Gniazdowo z siedzibą GRN w Gniazdowie utworzono – jako jedną z 8759 gromad na obszarze Polski – w powiecie łomżyńskim w woj. białostockim, na mocy uchwały nr 18/V WRN w Białymstoku z dnia 4 października 1954. W skład jednostki weszły obszary dotychczasowych gromad Gniazdowo, Kosewo, Rogowo Folwark, Rogowo Stare, Rogówek i Budziszki ze zniesionej gminy Lubotyń w tymże powiecie. Dla gromady ustalono 12 członków gromadzkiej rady narodowej.
13 listopada 1954 roku gromada weszła w skład nowo utworzonego powiatu zambrowskiego w tymże województwie.
1 stycznia 1957 roku gromadę włączono do powiatu ostrowskiego w woj. warszawskim.
Gromadę zniesiono 31 grudnia 1959, a jej obszar włączono do gromady Lubotyń Stary w tymże powiecie.